# Lijst van voetbalinterlands Filipijnen - Mongolië
Deze lijst van voetbalinterlands is een overzicht van alle officiële voetbalinterlands tussen de nationale teams van de Filipijnen en Mongolië. De landen hebben tot nu toe drie keer tegen elkaar gespeeld. De eerste ontmoeting, een kwalificatiewedstrijd voor de AFC Challenge Cup 2012, werd gespeeld in Bacolod op 9 februari 2011. Het laatste duel, een kwalificatiewedstrijd voor de Azië Cup 2023, vond plaats op 11 juni 2022 in Ulaanbaatar.

## Wedstrijden
| № | Plaats      | Datum           | Competitie                          | Wedstrijd             | Uitslag |
| - | ----------- | --------------- | ----------------------------------- | --------------------- | ------- |
| 1 | Bacolod     | 9 februari 2011 | AFC Challenge Cup 2012 kwalificatie | Filipijnen − Mongolië | 2 − 0   |
| 2 | Ulaanbaatar | 15 maart 2011   | AFC Challenge Cup 2012 kwalificatie | Mongolië − Filipijnen | 2 − 1   |
| 3 | Ulaanbaatar | 11 juni 2022    | Azië Cup 2023 kwalificatie          | Mongolië − Filipijnen | 0 − 1   |

## Samenvatting
| Competitie                     | Totaal gespeeld | Winst Filipijnen | Gelijk | Winst Mongolië | Doelsaldo Filipijnen – Mongolië |
| ------------------------------ | --------------- | ---------------- | ------ | -------------- | ------------------------------- |
| Azië Cup-kwalificatie          | 1               | 1                | 0      | 0              | 1 − 0                           |
| AFC Challenge Cup-kwalificatie | 2               | 1                | 0      | 1              | 3 − 2                           |
| Totaal                         | 3               | 2                | 0      | 1              | 4 − 2                           |

PFF · 
A-internationals · 
Filipijns vrouwenelftal
Afghanistan ·
Australië ·
Azerbeidzjan ·
Bahrein ·
Bangladesh ·
Bhutan ·
Brunei ·
Cambodja ·
China ·
Estland ·
Fiji ·
Guam ·
Hongkong ·
India ·
Indonesië ·
Irak ·
Iran ·
Israël ·
Japan ·
Jemen ·
Jordanië ·
Kirgizië ·
Koeweit ·
Laos ·
Libanon ·
Macau ·
Malediven ·
Maleisië ·
Mongolië ·
Myanmar ·
Nepal ·
Noord-Korea ·
Oezbekistan ·
Oman ·
Oost-Timor ·
Pakistan ·
Palestina ·
Papoea-Nieuw-Guinea ·
Qatar ·
Singapore ·
Sri Lanka ·
Syrië ·
Tadzjikistan ·
Taiwan ·
Thailand ·
Turkmenistan ·
Verenigde Arabische Emiraten ·
Vietnam ·
Zuid-Korea ·
Zuid-Vietnam
MFF · Mongolisch vrouwenelftal
Interlands
Tegenstander:
Afghanistan ·
Azerbeidzjan ·
Bangladesh ·
Bhutan ·
Brunei ·
Cambodja ·
Filipijnen ·
Georgië ·
Guam ·
Hongkong ·
India ·
Japan ·
Jemen ·
Kirgizië ·
Koeweit ·
Laos ·
Libanon ·
Macau ·
Malediven ·
Maleisië ·
Mauritius ·
Myanmar ·
Noord-Korea ·
Oezbekistan ·
Oost-Timor ·
Palestina ·
Saoedi-Arabië ·
Singapore ·
Sri Lanka ·
Tadzjikistan ·
Taiwan ·
Tanzania ·
Vanuatu ·
Vietnam ·
Zuid-Korea